# Haupttruppführer
Haupttruppführer foi uma patente militar do Sturmabteilung (SA).

## SS-Verfügungstruppe
Após a Noite das facas longas, o SS-Verfügungstruppe renomeou o posto militar Haupttruppführer para SS-Sturmscharführer. Foi a patente mais alta do SS-Verfügungstruppe.